# Pico das Caldeirinhas
O Pico das Caldeirinhas é uma elevação portuguesa de origem vulcânica localizada no interior da ilha açoriana da Terceira, arquipélago dos Açores.
Este acidente montanhoso encontra-se geograficamente localizado na parte noroeste da ilha Terceira, eleva-se a 574 metros de altitude acima do nível do mar e encontra-se intimamente relacionado com Maciço Montanhoso do Pico Alto, do qual conjuntamente com o Pico Alto faz parte.
Esta formação geológica localizada no Centro da ilha Terceira tem escorrimento de águas pluviais para a costa marítima a noroeste e teve na sua formação geológica escorrimento lávico predominantemente em direcção ao mar também para o noroeste da ilha Terceira, onde deu origem a altas arribas e a recortadas baías.
Este conjunto montanhoso formador de parte importante do noroeste da ilha eleva-se em diferentes cotas de altitude, tendo o ponto mais elevado no Pico Alto a 809 metros acima do nível do mar.